# Charles de Gaulle (scrittore)
Charles Jules-Joseph de Gaulle (Valenciennes, 31 gennaio 1837 – Parigi, 1º gennaio 1880) è stato uno scrittore francese, pioniere del pan-celticismo e del risveglio bardico. È anche conosciuto come Char Vro-C'hall, la versione in lingua bretone del suo nome. Era lo zio del generale de Gaulle.

## Biografia
Nato a Valenciennes, nel Nord, de Gaulle è stato colpito da una malattia paralizzante progressiva fin dalla sua prima giovinezza. Passò ad una borsa di studio e iniziò a studiare le lingue celtiche dopo aver letto Barzaz Breiz (Ballate di Bretagna) all'età di sedici anni. Imparò il bretone, il gallese e il gaelico, ma non visitò mai un paese di lingua celtica, essendo confinato nel suo appartamento a Parigi. Dopo aver incontrato Théodore Hersart de la Villemarqué, autore di Barzaz Breiz, divenne segretario di Breuriez Breiz, una società di poeti bretoni a Parigi. Dal 1864 iniziò a pubblicare articoli sulla cultura celtica, in particolare la Bretagna, e la poesia in lingua bretone.
Tuttavia, con il progredire della sua malattia, le sue pubblicazioni sono diventate sempre più scarse. La sua attività letteraria cessò gradualmente, ma mantenne fino alla fine la sua lucidità mentale e fu in grado di seguire i progressi dei suoi studi preferiti. Morì all'età di 42 anni.

## Panceltismo
de Gaulle era uno dei primi pan-celtici con De Barra (2018) che scrisse "la storia del pan-celticismo inizia con .... Charles de Gaulle"
De Gaulle sognava la risurrezione delle lingue celtiche come veicoli per l'alta cultura. Devoto cattolico e monarchico, vide i paesi celtici come custodi della tradizione e propose un ripristino dell'autonomia politica bretone, fornendo un modello per i successivi nazionalisti bretoni. Nel 1864 scrisse un appello agli attuali rappresentanti della "razza celtica", proponendo festival celtici:
De Gaulle ha insistito sul fatto che i paesi celtici devono conservare le loro lingue per evitare l'estinzione culturale, affermando che "fintanto che un popolo conquistato parla un'altra lingua rispetto ai conquistatori, la parte migliore di esse è ancora libera". Ha anche proposto un'Unione celtica che stabilisse e sviluppasse collegamenti tra i paesi celtici. Dovrebbe esserci anche un "esperanto" celtico per facilitare la comunicazione e che verrebbe creato da elementi comuni in tutte le lingue celtiche e un festival pan-celtico.
De Gaulle scrisse ai leader culturali in Galles, Scozia ed Irlanda per organizzare un congresso pan-celtico a Saint-Brieuc, in Bretagna nel 1867, che riuscì a superare nonostante l'opposizione del governo francese. Incapace di viaggiare a causa di problemi di salute, scrisse la poesia Da Varsez Breiz (Con i bardi della Bretagna) in bretone, tra cui le righe:
E Paris va c'horf zo dalc'het
Med daved hoc'h nij va spered
Vel al labous, aden askel,
Nij de gaout ha vreudeur una campana
(A Parigi il mio corpo è detenuto
Ma verso di te il mio spirito vola,
Rapidamente come un uccello,
Per incontrare i suoi fratelli lontani.)

## Discorso del generale de Gaulle del 1969
Nel gennaio 1969, il generale de Gaulle tentò di usare la reputazione di suo zio in Bretagna declamando la seconda quartina della poesia di suo zio Da Varsez Breiz (le righe sopra) durante un discorso a Quimper. Il discorso è seguito a una serie di repressioni contro attivisti nazionalisti bretoni. L'uso della poesia di De Gaulle ha provocato una grave reazione avversa da parte del suo pubblico che ha soffocato gran parte del resto del suo discorso. In seguito fu accusato di doppi standard, avendo recentemente parlato in Canada a sostegno di un "libero" Québec, perché la sua tradizione di lingua francese lo distingueva dalla maggioranza del Canada dominata dall'inglese.